# Tobias Levels
Tobias Levels est un footballeur allemand né le 22 novembre 1986 à Tönisvorst.

## Palmarès
- Borussia Mönchengladbach
  - Vainqueur de la 2.Bundesliga en 2008.